# Кишечные родентициды

Кишечные родентициды — это препараты для борьбы с синантропными грызунами.
Современные кишечные родентициды оказывают хроническое действие и направлены на нарушение свёртывания крови.
Кишечные родентициды бывают кумулятивного и острого действия.
Попадая в печень грызунам, действующее вещество блокирует витамин К. Перестаёт сворачиваться кровь, а стенки сосудов утончаются. Начинаются внутренние кровотечения. Грызуны погибают в течение 3–10 дней.
Самые распространённые действующие вещества кишечных родентицидов — бромадиолон, бродифакум, флокумафен.
При работе с родентицидами важно соблюдать меры безопасности и следовать инструкции по применению препарата.